# Terry Furlow
Terry L. Furlow (Flint, Michigan; 18 de octubre de 1954 - Linndale, Ohio; 23 de mayo de 1980) fue un jugador de baloncesto estadounidense que disputó 4 temporadas NBA. Con 1,93 metros de altura, lo hacía en la posición de escolta.

## Trayectoria deportiva

### Universidad
Jugó durante cuatro temporadas con los Spartans de la Universidad Estatal de Míchigan, en las que promedió 17,4 puntos y 6,2 rebotes por partido. Fue dos veces incluido en el mejor quinteto de la Big Ten Conference, en 1975 y 1976. En su última temporada lideró la conferencia en anotación, con 29,2 puntos por partido, siendo incluido en el tercer quinteto All American. Hoy en día todavía conserva los récords de su universidad de más puntos por partido, con 50 anotados ante Ohio Bobcats el 5 de enero de 1976, y el de mejor promedio en una temporada, con los mencionados 29,2 puntos por encuentro.

### Profesional
Fue elegido en la duodécima posición del Draft de la NBA de 1976 por Philadelphia 76ers, y también por los Memphis Sounds en la sexta ronda del draft de la ABA, eligiendo la primera opción. En su única temporada en los Sixers no contó en absoluto para su entrenador, Gene Shue, jugando poco más de 5 minutos en los 32 partidos en los que fue alineado, promediando 2,6 puntos y 1,2 rebotes.
Al año siguiente fue traspasado a Cleveland Cavaliers, donde contó con más minutos de juego. A pesar de ello, mediada la temporada 1978-79 fue traspasado a Atlanta Hawks a cambio de Butch Lee y una futura primera ronda del draft. En los Hawks acabó la temporada con buenos promedios de 9,9 puntos y 2,8 asistencias.
Con la temporada siguiente ya comenzada, fue enviado a Utah Jazz a cambio de dos segundas rondas del draft. Allí jugaría su mejor partido como profesional, anotando 37 puntos en la victoria por 122-111 ante Denver Nuggets. Completó su mejor campaña como profesional, promediando 16,0 puntos y 4,0 asistencias por partido. Pocas semanas después, fallecería víctima de un accidente automovilístico.

## Fallecimiento
Furlow fue parte de un problema creciente en la NBA en la década de 1970 con el uso de cocaína y otras drogas ilegales. Mike Fratello, quien fue entrenador asistente con Atlanta bajo Hubie Brown durante la temporada de Furlow en Atlanta, dijo: “Era muy competitivo. Él pelearía contigo en un juego y entendía la dureza de la NBA. Había otras cosas que simplemente no podía superar”.
En el equipo de Utah Jazz sospechaban del consumo por parte de Furlow de cocaína, pero decidieron esperar al verano para tratar el tema con el jugador. Pero esto no llegó a suceder, ya que el 23 de mayo de 1980 Furlow murió en un accidente automovilístico cuando se estrelló contra un poste en la Interestatal 71 a 193 km/h (120 mph) en Linndale, Ohio, después de pasar la noche con su excompañero de equipo Foots Walker. Un informe de la autopsia confirmó que tenía cocaína y valium en el torrente sanguíneo cuando murió, con una cerveza abierta y marihuana en el auto.
Furlow fue incluido en el Salón de la Fama del Deporte del Área de Greater Flint en 1991 y en el Salón de la Fama Afroamericano de Greater Flint en 2005.
Furlow dejó un hijo, Terrence O'Neal Paige de Hammond, Indiana. Ahora también tiene una nieta, Nyah.

## Estadísticas de su carrera en la NBA

### Temporada regular
| Temp.   | Edad | Equipo              | Liga | P   | TIT | MIN  | TC  | TCA  | %TC  | 3P  | 3PA | %3P  | TL  | TLA | %TL  | R.OF. | R.DEF. | REB | ASIS | ROB | TAP | PER | FP  | PTS  |
| 1976-77 | 22   | Philadelphia 76ers  | NBA  | 32  |     | 5.4  | 1.1 | 3.1  | .340 |     |     |      | 0.5 | 0.6 | .889 | 0.6   | 0.7    | 1.2 | 0.6  | 0.2 | 0.1 |     | 0.3 | 2.6  |
| 1977-78 | 23   | Cleveland Cavaliers | NBA  | 53  |     | 15.6 | 3.6 | 8.4  | .433 |     |     |      | 1.7 | 1.9 | .889 | 0.9   | 1.1    | 2.0 | 1.4  | 0.4 | 0.3 | 1.5 | 1.3 | 8.9  |
| 1978-79 | 24   | TOTAL               | NBA  | 78  |     | 21.6 | 5.0 | 10.3 | .483 |     |     |      | 2.1 | 2.5 | .836 | 1.0   | 1.2    | 2.1 | 2.4  | 0.7 | 0.4 | 1.7 | 1.6 | 12.0 |
| 1978-79 | 24   | Cleveland Cavaliers | NBA  | 49  |     | 22.7 | 5.6 | 11.6 | .483 |     |     |      | 2.1 | 2.6 | .824 | 0.9   | 1.1    | 2.0 | 2.1  | 0.8 | 0.3 | 1.8 | 1.6 | 13.3 |
| 1978-79 | 24   | Atlanta Hawks       | NBA  | 29  |     | 19.9 | 3.9 | 8.1  | .481 |     |     |      | 2.1 | 2.4 | .857 | 1.1   | 1.3    | 2.4 | 2.8  | 0.6 | 0.4 | 1.6 | 1.4 | 9.9  |
| 1979-80 | 25   | TOTAL               | NBA  | 76  |     | 27.9 | 5.7 | 12.2 | .464 | 0.3 | 1.1 | .293 | 2.3 | 2.6 | .872 | 0.9   | 1.6    | 2.6 | 3.9  | 1.0 | 0.3 | 2.1 | 1.3 | 13.9 |
| 1979-80 | 25   | Atlanta Hawks       | NBA  | 21  |     | 19.2 | 3.1 | 7.7  | .410 | 0.0 | 0.4 | .111 | 2.1 | 2.4 | .863 | 1.1   | 0.9    | 2.0 | 3.4  | 0.9 | 0.4 | 1.6 | 0.9 | 8.4  |
| 1979-80 | 25   | Utah Jazz           | NBA  | 55  |     | 31.2 | 6.6 | 13.9 | .476 | 0.4 | 1.3 | .315 | 2.3 | 2.6 | .876 | 0.9   | 1.9    | 2.8 | 4.0  | 1.0 | 0.3 | 2.3 | 1.4 | 16.0 |
| Total   |      |                     | NBA  | 239 |     | 20.1 | 4.4 | 9.5  | .459 | 0.3 | 1.1 | .293 | 1.8 | 2.1 | .862 | 0.9   | 1.2    | 2.1 | 2.4  | 0.7 | 0.3 | 1.8 | 1.2 | 10.7 |

### Playoffs
| Temp.   | Edad | Equipo              | Liga | P  | MIN | TCA | TC  | 3PA | 3P | TLA | TL | R.OF. | REB | ASIS | ROB | TAP | PER | FP | PTS | %TC  | %3P | %FT   | MIN  | PTS  | REB | AST |
| 1976-77 | 22   | Philadelphia 76ers  | NBA  | 5  | 16  | 6   | 11  |     |    | 4   | 4  | 3     | 5   | 0    | 1   | 0   |     | 2  | 16  | .545 |     | 1.000 | 3.2  | 3.2  | 1.0 | 0.0 |
| 1977-78 | 23   | Cleveland Cavaliers | NBA  | 2  | 50  | 13  | 27  |     |    | 6   | 6  | 3     | 5   | 5    | 0   | 0   | 3   | 1  | 32  | .481 |     | 1.000 | 25.0 | 16.0 | 2.5 | 2.5 |
| 1978-79 | 24   | Atlanta Hawks       | NBA  | 9  | 244 | 55  | 113 |     |    | 26  | 28 | 11    | 32  | 29   | 7   | 2   | 12  | 15 | 136 | .487 |     | .929  | 27.1 | 15.1 | 3.6 | 3.2 |
| Total   |      |                     | NBA  | 16 | 310 | 74  | 151 |     |    | 36  | 38 | 17    | 42  | 34   | 8   | 2   | 15  | 18 | 184 | .490 |     | .947  | 19.4 | 11.5 | 2.6 | 2.1 |